# Renzo Picasso
Renzo Picasso (Genova, 1880 – Genova, 1975) è stato un architetto, ingegnere, urbanista e designer italiano.
Fu l'autore degli utopici progetti dell'inizio del Novecento per la città di Genova, come quello per la piazza De Ferrari, che suggeriva uno sviluppo in altezza per quelle città urbane e metropolitane con una popolazione di tre milioni di abitanti o più.
I suoi numerosi progetti per i grattacieli (o piuttosto per i "grattanuvole", come era solito chiamare le torri multipiano che sognava di costruire) sono posti in un contesto di ampi spazi pubblici per facilitare la socializzazione umana.
Fu anche l'inventore di macchine e dispositivi caratterizzati dall'uso di tecnologie avanzate, come il Motovol e l'auto-scafopattino.

## Progetti
- Piazza De Ferrari, Genova, 1909
- Nuova città, Nuova Genova, 1913, Renzo Picasso

## Pubblicazioni
- Vie di Genova e di Metropoli Nord Americane, Arti Grafiche Caimo & C Genova, 1950, Renzo Picasso